# St. Ulrich (Wiener Neustadt)
St. Ulrich ist ein abgekommener Ort in der Statutarstadt Wiener Neustadt, Niederösterreich.
Der Ort scheint urkundlich zwischen 1294 und 1445 auf. 1321 befanden sich 6 zum Stift Heiligenkreuz gehörende Lehenshöfe in St. Ulrich. Im Jahr 1527 wird er zusammen mit Gimersdorf mit 7 behausten Gütern genannt. Der Ort wurde außerhalb der Stadtbefestigung Wiener Neustadt südwestlich vom Rabenturm angenommen.